# Пуэйрредон
Пуэйрредон, или Кокран — озеро ледникового происхождения в Патагонских Андах в Чили и Аргентине. Озеро известно как Пуэйрредон (исп. Lago Pueyrredon ) в Аргентине и как Кокран (исп. Lago Cochrane) в Чили.

## Общие данные
Площадь озера около 270 км², высота над уровнем моря — 153 м, длина около 32 км.
Сток по системе реки Бейкер в одноименный фьорд Тихого океана.
Озеро богато рыбой.

## Галерея фотографий озера

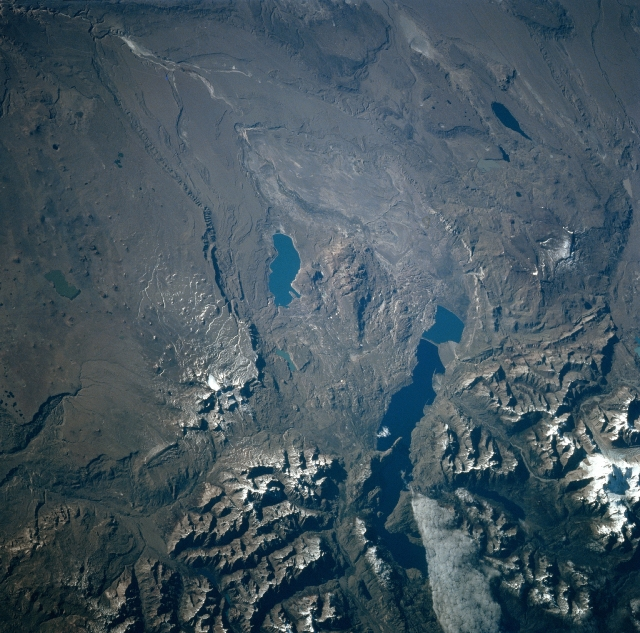
Пуэйрредон — спутниковый снимок
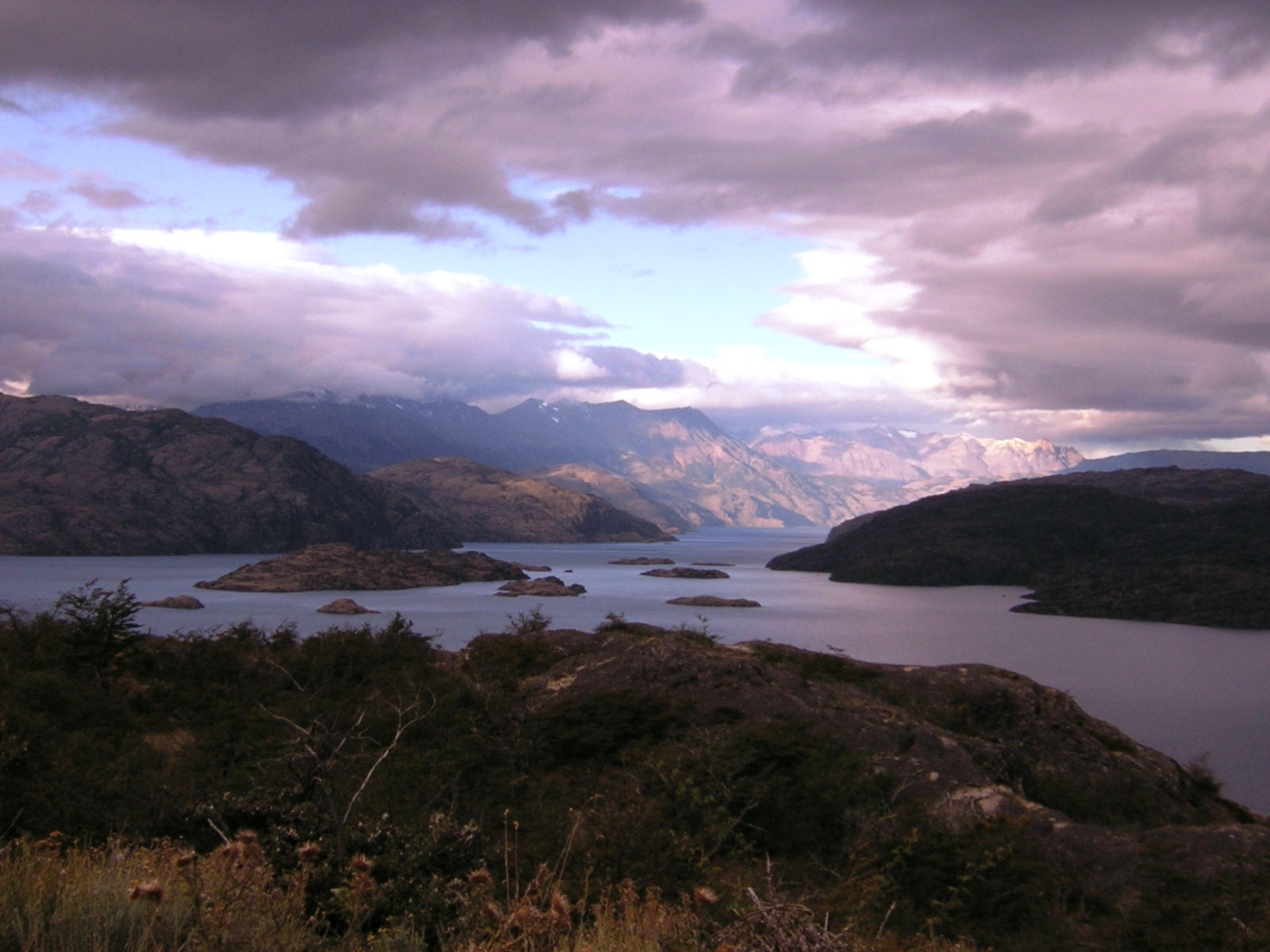
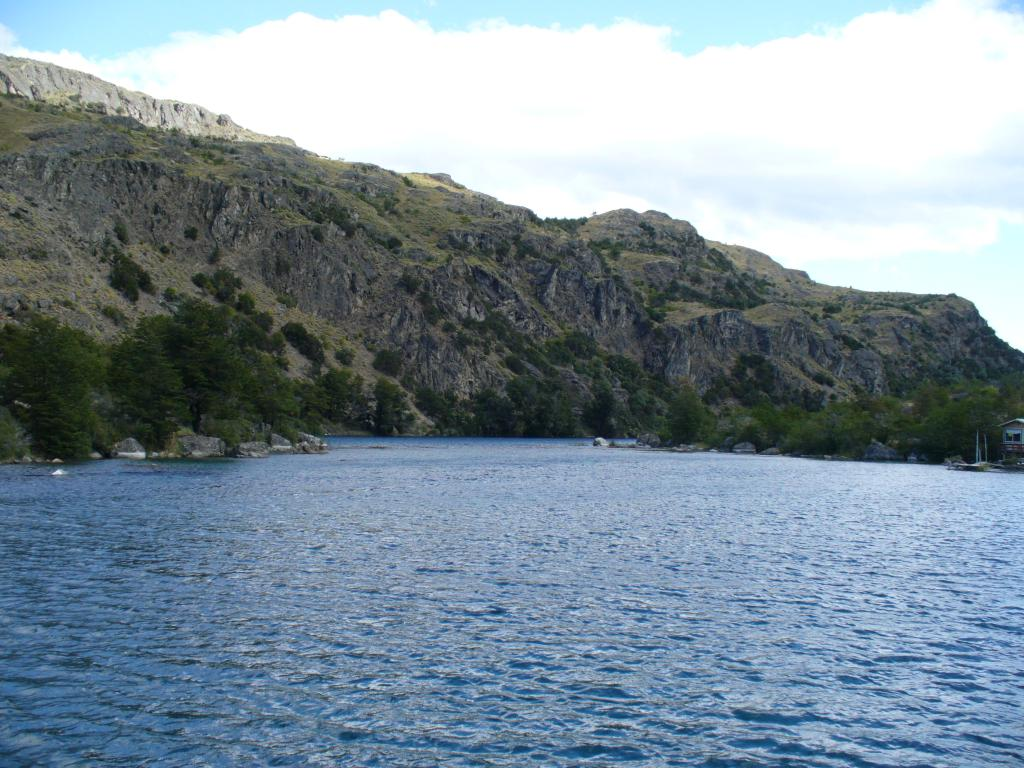
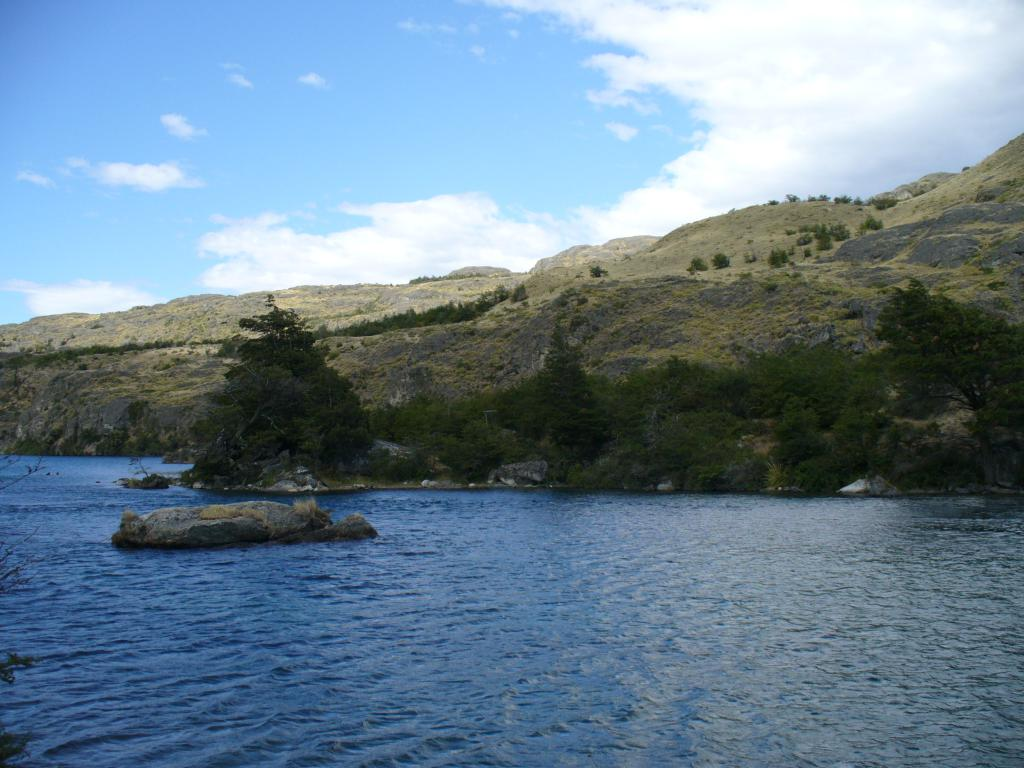